# Adrienne King

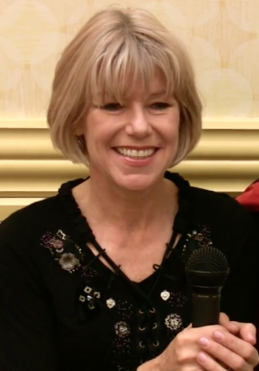
Adrienne King (2009)

Adrienne King (* 21. Juli 1960 in Oyster Bay, New York) ist eine US-amerikanische Schauspielerin. Bekannt wurde sie vor allem durch ihre Rolle in den ersten beiden Filmen der Freitag der 13.-Reihe.

## Jugend und Anfänge
Adrienne King wurde auf Long Island im US-Bundesstaat New York geboren. Ihre britische Mutter stammte ursprünglich aus Liverpool. Bereits im Alter von sechs Monaten war sie zum ersten Mal in einem Werbespot zu sehen. 1965 trat sie als Kinderdarstellerin in einer Folge der Fernsehsendung Hallmark Hall of Fame in einer kleinen Nebenrolle auf. Dies weckte Kings Interesse an der Schauspielerei und bestärkte sie darin, diesem Hobby weiter nachzugehen. So war sie während ihrer Jugend fortlaufend in Werbungen zu sehen. Zusätzlich trat die junge King auch als Kinderdarstellerin in diversen Theaterstücken auf (regionale und Off-Broadway-Produktionen).
Als Jugendliche begann King erstmals für Filmrollen vorzusprechen und wurde kurz darauf an der Schauspielschule von Bill Esper, der seinerseits bei Sanford Meisner gelernt hatte, in New York City angenommen. Zwei erste kleine Nebenrollen als Tänzerin spielte King in den beiden Musical-Filmen Saturday Night Fever (1977) und Hair (1979), wobei ihr Name in den jeweiligen End-Credits jedoch unerwähnt blieb. 1977 übernahm sie zudem eine weitere Nebenrolle in der Filmproduktion Between the Lines. Zeitgleich studierte King am Fashion Institute of Technology in Manhattan. Nach Auftritten in weiteren Werbespots begann sie, kleine Rollen in Seifenopern zu übernehmen.

## Spätere Karriere
1979 wurde King von einem Bekannten, der sie zuvor in einer Werbung für Burger King gesehen hatte, an den Regisseur Sean S. Cunningham vermittelt, der zu diesem Zeitpunkt auf der Suche nach einer passenden Darstellerin für die weibliche Hauptrolle in seinem geplanten Horrorfilm Freitag der 13. war. King übernahm dort den Part der Alice Hardy, welche das Massaker am Ende des Films als Einzige überlebt. Der Streifen wurde ein großer Erfolg und zählt bis heute zu den bekanntesten Genreklassikern. 1981 kehrte King für die Fortsetzung Freitag der 13. – Jason kehrt zurück noch einmal in die Rolle der Alice Hardy zurück. Allerdings blieb ihr Auftritt im zweiten Teil nur kurz, da ihr Charakter bereits am Anfang des Films getötet wird.
Diese Rolle sollte für die Schauspielerin jedoch ernsthafte Nachwirkungen im privaten Bereich haben: So begann nach der Veröffentlichung des ersten Films der Freitag der 13.-Reihe ein unbekannter Stalker King zu verfolgen. Nachdem der Mann sie über einen längeren Zeitraum hinweg beobachtet und diverse Fotos von ihr gemacht hatte, brach er schließlich in ihre New Yorker Wohnung ein und verunstaltete dort mehrere handwerkliche Arbeiten von King, die seit ihrem Studium am Fashion Institute of Technology neben der Schauspielerei auch künstlerisch tätig geworden war. Zwar wurde der Stalker im Nachhinein gefasst und zu einer Gefängnisstrafe verurteilt, jedoch war King durch die Ereignisse derart traumatisiert, dass sie sich weitestgehend aus der Öffentlichkeit zurückzog. Ihre Karriere als Schauspielerin war zu diesem Zeitpunkt am Ende; sie bekam keinerlei Rollenangebote mehr. Lediglich in Ivan Reitmans Ghostbusters – Die Geisterjäger konnte sie 1984 durch die Vermittlung eines Bekannten, der am Dreh beteiligt war, noch als Stunt-Double mitwirken.
Im Anschluss verließ King New York und zog nach London, wo sie an der Royal Academy of Dramatic Art eine neue Ausbildung begann. Sie belegte dort die Fächer Tanz und Synchronisation. Nach ihrem Abschluss an der RADA, zog King zurück in die USA und ließ sich in Los Angeles nieder. In der Synchronarbeit fand sie anschließend eine neue Aufgabe. Unter anderem war King an der Vertonung von bekannten Kinofilmen wie Der Mann ohne Gesicht (1993), Wolf – Das Tier im Manne (1994), Jerry Maguire – Spiel des Lebens (1996) und Titanic (1997) beteiligt. King äußerte später selber, dass die Synchronarbeit sie „aus ihrer Misere gerettet“ habe. Im Jahre 2009 übernahm King eine Rolle in dem Horrorfilm  Psychic Experiment und war damit nach 27 Jahren zum ersten Mal wieder als Schauspielerin vor der laufenden Kamera zu sehen. 2012 folgte eine weitere Rolle in The Butterfly Room. In diesem Film spielte King neben Schauspielkollegin Heather Langenkamp, die ihrerseits mit der weiblichen Hauptrolle in drei Filmen der Nightmare-Reihe bekannt geworden war.

## Filmografie (Auswahl)

### Darstellerin
- 1965: Hallmark Hall of Fame (Fernsehen, eine Episode)
- 1977: Between the Lines
- 1977: Saturday Night Fever
- 1979: Hair
- 1980: Freitag der 13. (Friday the 13th)
- 1981: Freitag der 13. – Jason kehrt zurück (Friday the 13th Part 2)
- 1984: Freitag der 13. – Das letzte Kapitel (Friday the 13th: The Final Chapter) – nur Archivmaterial
- 1984: Ghostbusters – Die Geisterjäger (Ghostbusters)
- 1984: Terror in the Aisles (Dokumentarfilm) – nur Archivmaterial
- 2010: Psychic Experiment
- 2011: All American Bully
- 2012: The Butterfly Room
- 2012: Gabby's Wish
- 2013: Crystal Lake Memories: The Complete History of Friday the 13th (Dokumentarfilm)
- 2014: Tales of Poe
- 2017: Friday the 13th Part 3: The Memoriam Documentary (Dokumentarfilm)
- 2018: Admonition (Kurzfilm)
- 2018: William Froste
- 2019: Killer Therapy
- 2020: 13 Fanboy
- 2020: The Girl in Apartment 3

### Synchronarbeit
- 1992–1999: Melrose Place (Fernsehserie)
- 1993: Der Mann ohne Gesicht (The Man Without a Face)
- 1993: Das zweite Gesicht (The Good Son)
- 1993: Gilbert Grape – Irgendwo in Iowa (What’s Eating Gilbert Grape)
- 1993: Philadelphia
- 1993: Die Akte (The Pelican Brief)
- 1994: Wolf – Das Tier im Manne (Wolf)
- 1995: Während Du schliefst (While You Were Sleeping)
- 1996: Jerry Maguire – Spiel des Lebens (Jerry Maguire)
- 1997: Titanic
- 1997: Mäusejagd (MouseHunt)
- 2000: Almost Famous – Fast berühmt (Almost Famous)
- 2013: Das ist das Ende (This is the End)
- 2013: Silent Night, Bloody Night: Homecoming (Sprecherrolle)